# Gonomyia queenslandica
Gonomyia queenslandica är en tvåvingeart som beskrevs av Alexander 1920. Gonomyia queenslandica ingår i släktet Gonomyia och familjen småharkrankar. Inga underarter finns listade i Catalogue of Life.